# Ian Abercrombie
Ian Abercrombie (ur. 11 września 1934 w Grays, zm. 26 stycznia 2012 w Los Angeles), brytyjski aktor teatralny i filmowy.
Abercrombie urodził się w dniu 11 września 1934 roku w Grays, Essex, w Anglii. Abercrombie był najbardziej znany z kultowego filmu jako Wiseman w komedii grozy Armia ciemności. Wystąpił gościnnie w wielu serialach jakich jak m.in. Bez skazy, Gotowe na wszystko, NewsRadio, Opowieści z krypty, Czarodzieje z Waverly Place.
Abercrombie zmarł w Hollywood w Kalifornii w dniu 26 stycznia 2012 r., w wieku 77 lat, z powodu niewydolności nerek.

## Filmografia
- Młody Frankenstein (1974) (gościnnie)
- Więzień na zamku Zenda (1977)
- Fantastyczna Wyspa (1977)
- Battlestar Galactica (1978)
- Sextette (1978)
- Koniec podróży (1983)
- Lodowi piraci (1984)
- Kicks (1985)
- Słoneczny wojownik (1986)
- Last Resort (1986)
- Warlock (1988)
- Katakumby (1988)
- Zandalee (1991)
- Władca lalek 3: Zemsta Toulona (1991)
- Miasteczko Twin Peaks (1992)
- The Public Eye (1992)
- Armia ciemności (1993)
- The Nanny (sezon 1 odcinek 6)
- Rodzina Addamsów II (1993)
- Clean Slate (1994)
- Babilon 5 (1994)
- Dni naszego życia (1997–2002)
- Zaginiony świat: Jurassic Park (1997)
- Polowanie na mysz (1997)
- Jack Frost 2: Zemsta zmutowanego zabójczego bałwana (2000)
- Ptaki nocy (2002) (jako Alfred Pennyworth)
- Inland Empire (2006)
- Garfield 2 (2006)
- Czarodzieje z Waverly Place  (2007–2012) (jako profesor Crumbs)
- Gwiezdne wojny: Wojny klonów (2008) (jako Sheev Palpatine/Darth Sidious)
- The Next Train Home (2011)
- Rango (2011)
- Clevous Magicoska (2012) (jako prof. Dauswebella Cosben)